# Phalacrocarpum oppositifolium
Margarida-das-rochas (Phalacrocarpum oppositifolium) é uma espécie de planta com flor pertencente à família Asteraceae. 
A autoridade científica da espécie é (Brot.) Willk., tendo sido publicada em Bot. Zeitung (Berlin) 22: 252. 1864.

## Portugal
Trata-se de uma espécie presente no território português, nomeadamente em Portugal Continental.
Em termos de naturalidade é endémica da Península Ibérica.

## Protecção
Não se encontra protegida por legislação portuguesa ou da Comunidade Europeia.